# Andreas Schulz (Rallyebeifahrer)
Andreas Schulz (* 3. März 1955 in München) ist ein deutscher Rallyebeifahrer.
Der Kfz-Meister war schon von 1976 bis 1979 Copilot bei der Deutschen Rallye-Meisterschaft. 1982 arbeitete er als Mechaniker von Walter Röhrl. Vier Jahre später fuhr er in einem Service Truck bei der Rallye Dakar. Von 1989 bis 1991 war er Techniker von Carlos Sainz senior bei der Rallye-Weltmeisterschaft.
1990 stieg Schulz als Navigator in den Rallye-Raid-Sport ein und bestritt seitdem durchgehend die Rallye Dakar. 1994 begann er die Zusammenarbeit mit Hiroshi Masuoka beim Mitsubishi-Werksteam. Ein Jahr später beendete das Team die Rallye Dakar auf dem zehnten Platz und konnte auch bei der UAE Desert Challenge mit Rang vier sehr gut abschneiden. 2000 wurde Schulz Copilot von Jutta Kleinschmidt und konnte 2001 mit ihr die Rallye Dakar gewinnen. 2003 fuhr er wieder an der Seite von Masuoka und lotste auch ihn zum Sieg. Schulz fuhr ein Jahr darauf an der Seite von Andrea Mayer und erreichte mit ihr den fünften Platz bei der Rallye Dakar und den zweiten Platz bei der Baja Deutschland. 2005 konnte er, dieses Mal wieder mit Masuoka, erstmals bei der UAE Desert Challenge siegen. Bei der Rallye Dakar schieden sie allerdings mit Motorschaden aus.
Nach der Saison 2005 wechselte Schulz zu Volkswagen Motorsport und wurde Copilot von Carlos Sainz, für den er schon 16 Jahre zuvor als Mechaniker arbeitete. Bei der Rallye Dakar 2006 wurde das Team im VW Race Touareg Elfter in der Gesamtwertung und konnte vier Etappensiege erzielen. Zwischenzeitlich führten sie vier Tage lang die Gesamtwertung an. Zur Saison 2007 wechselte Schulz ins Volkswagen-Kundenteam Lagos, wo er Beifahrer des Portugiesen Carlos Sousa ist. Sie beendeten die Rallye Orpi Marokko auf dem dritten Platz und die Baja Spain auf Platz zwei. Bei der Rallye Dakar 2007 konnte das Team die Auftaktetappe für sich entscheiden. In der Gesamtwertung wurden sie allerdings nur Siebter, da sie auf der siebten Etappe über zwei Stunden verloren hatten, weil es zwischen ihnen zu Unstimmigkeiten kam. Nachdem sie ihr festgefahrenes Fahrzeug aus dem Sand befreit hatten, fuhr Sousa weiter, um sich eine sichere Stelle zum Anhalten zu suchen. Er musste die Düne überqueren, da auf ihr bereits ein anderes Fahrzeug stand. Dabei verlor Schulz ihn aus den Augen und brauchte über 90 Minuten, um Sousa wiederzufinden. Die Mitteleuropa-Rallye beendeten sie auf dem fünften Platz.
Andreas Schulz ist mit zwei Gesamtsiegen bei der Rallye Dakar der erfolgreichste deutsche Dakar-Teilnehmer.